# بيتر هاربر (كاتب أغاني)
بيتر هاربر (بالإنجليزية: Peter Harper) هو كاتب أغاني أسترالي، ولد في 10 نوفمبر 1970 في غلدفورد في المملكة المتحدة.

## وصلات خارجية
- بيتر هاربر على موقع IMDb (الإنجليزية)
- بيتر هاربر على موقع ميوزك برينز (الإنجليزية)
- بيتر هاربر على موقع أول ميوزيك (الإنجليزية)
- بيتر هاربر على موقع أول ميوزيك (الإنجليزية)
- بيتر هاربر على موقع ديسكوغز (الإنجليزية)